# Парахерунемеф
Парахерунемеф (егип. pA ra Hr wnmj af «Ра с левой рукой») — древнеегипетский царевич XIX династии, третий сын фараона Рамсеса II и второй сын его Великой царицы Нефертари Меренмут.

## Биография
Парахерунемеф был младшим единокровным братом Амонхерхопшефа, первенца фараона Рамсеса II и царицы Нефертари Меренмут. Младшими единокровными братьями были Мерира и Мериатум, сёстрами — Хенуттави, Меритамон, Небеттави.
В храме Абу-Симбел Парахерунемеф указан участником Битвы при Кадеше. В Кадешских хрониках сказано, что пойманный хеттские лазутчики сообщили о близости вражеских войск, и тогда под руководством принца Парахерунемефа царская семья бежала на запад от приближающейся опасности. Принц назван «Первым храбрецом армии», позже став «Управляющим Лошадью». В итоге, принц получил пост Первого колесничего Его величества, который разделил с братом Монтухерхепшефом.
Парахерунемеф изображён на фасадах Малого храма Абу-Симбела и Рамессеума. На основании статуи из Карнака сохранило имя царевича и некой женщины Уаджит-хати, чьё отношение к царевичу не ясно. В сценах о Битве при Коде 10-го года правления Рамсеса II царевичи Амонхерхопшеф, Рамсес, Парахерунемеф и Хаэмуас показаны ведущими пленных перед фараоном.
Парахерунемеф скончался раньше старших братьев Амонхерхопшефа и Рамсеса, поскольку следующим после них наследником престола был объявлен Хаэмуас.